# Kim Allan Bak
Kim Allan Bak, som musiker kendt som Kim Bak (født 27. marts 1956 i Nakskov), er en dansk toldembedsmand og musiker. Han har blandt andet været direktør for Skat Midt- og Sydsjælland. 
På fritidsbasis blev han som teenager guitarist i pop- og dansebandet "Jelly Singers" i Nakskov, der spillede over hele Danmark og også i Norge i 1970'erne. Bandet blev opløst i 1982, men er siden ved særlige lejligheder blevet gendannet og har optrådt offentligt op i 2020'erne. 

## Karriere
Kim Allan Bak blev født i 1956 i Nakskov som søn af revisor Jens Chr. Bak og biblioteksassistent Kirsten Bak (født Jensen). Han blev student fra Nakskov Gymnasium i 1975, gennemførte derpå Toldvæsenets Etatsuddannelse 1980 og tog senere en Master of Public Administration (MPA) ved Handelshøjskolen i København i 1996. Hans arbejdskarriere fandt sted i Toldvæsenet, hvor han startede som ansat i Nykøbing F. Distriktstoldkammer i 1975 og derefter steg i graderne. Han blev blandt andet toldchef i København i 2002 og direktør i Skat Midt- og Sydsjælland i 2009.

## Privatliv
Kim Allan Bak blev gift med specialkonsulent Anne Vibeke Bøgebjerg i 1982.

## Andet

### Jelly Singers og Beagles Jam
Som teenager spillede Kim guitar i det lokale pop- og danseband "Jelly Singers" sammen med tre andre Nakskov-drenge, nemlig trommeslageren Bent Sørensen, bassisten Kim Jensen og organisten Steen Petersen. De tre andre var begyndt at spille sammen allerede i 1969, da de var i 11-års-alderen, mens Kim Bak kom med i slutningen af 1972, hvor bandet også skiftede navn fra "Kims Lilleputter" til "Jelly Singers". DRengebandet fik stor lokal succes, skrev kontrakt med Eugén Tajmer, indspillede en plade, nåede 11.pladsen på  Dansktoppen og fik en lokal fanklub i Nakskov. Bandet overvejede at forsøge sig som professionelle efter skolen, men da Steen fik en eftertragtet læreplads på Nakskov Skibsværft, blev den plan opgivet. Da flere af medlemmerne flyttede fra Nakskov, blev bandet opløst, men blev mange år senere gendannet på lejlighedsvis basis.
Kim Bak spillede senere i bandet "Beagles Jam" sammen med sin bror Klaus Bak, der var forsanger.

### Hæder
Bak er optaget i Kraks Blå Bog og ridder af 1. grad af Dannebrog.